# Apiocera immedia
Apiocera immedia är en tvåvingeart som beskrevs av Hardy 1940. Apiocera immedia ingår i släktet Apiocera och familjen Apioceridae. Inga underarter finns listade i Catalogue of Life.